# نیلوفر آبی در فرهنگ ایران باستان

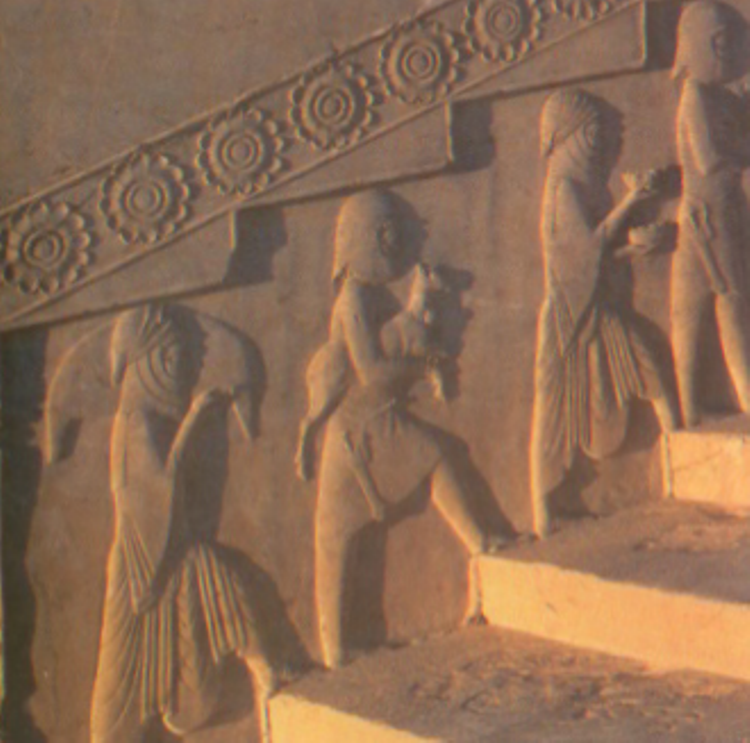
گل نیلوفر آبی با ۱۲ گلبرگ در کاخ هَدیش در تخت جمشید

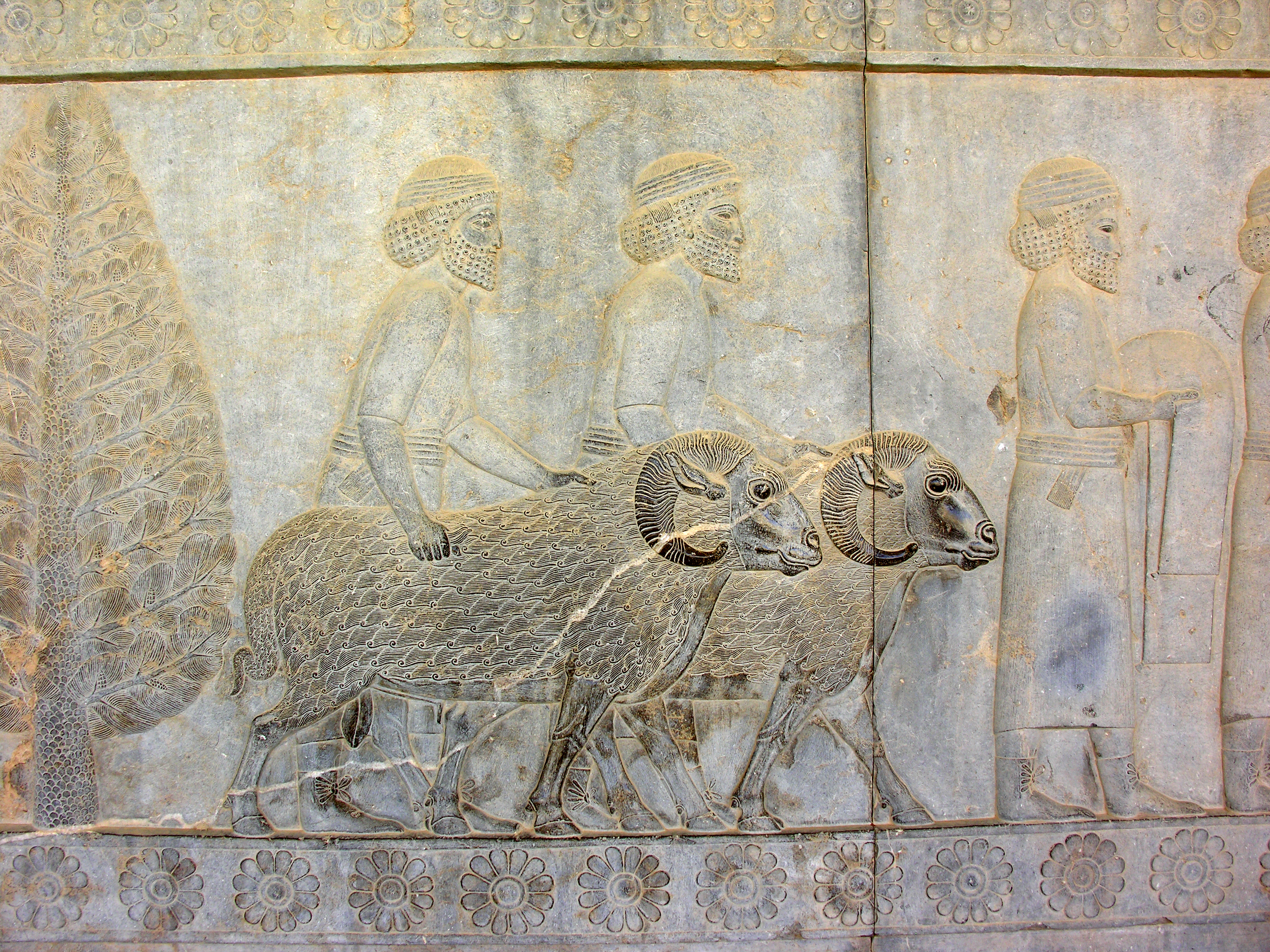
نقش‌های برجستهٔ گل نیلوفر در تخت جمشید

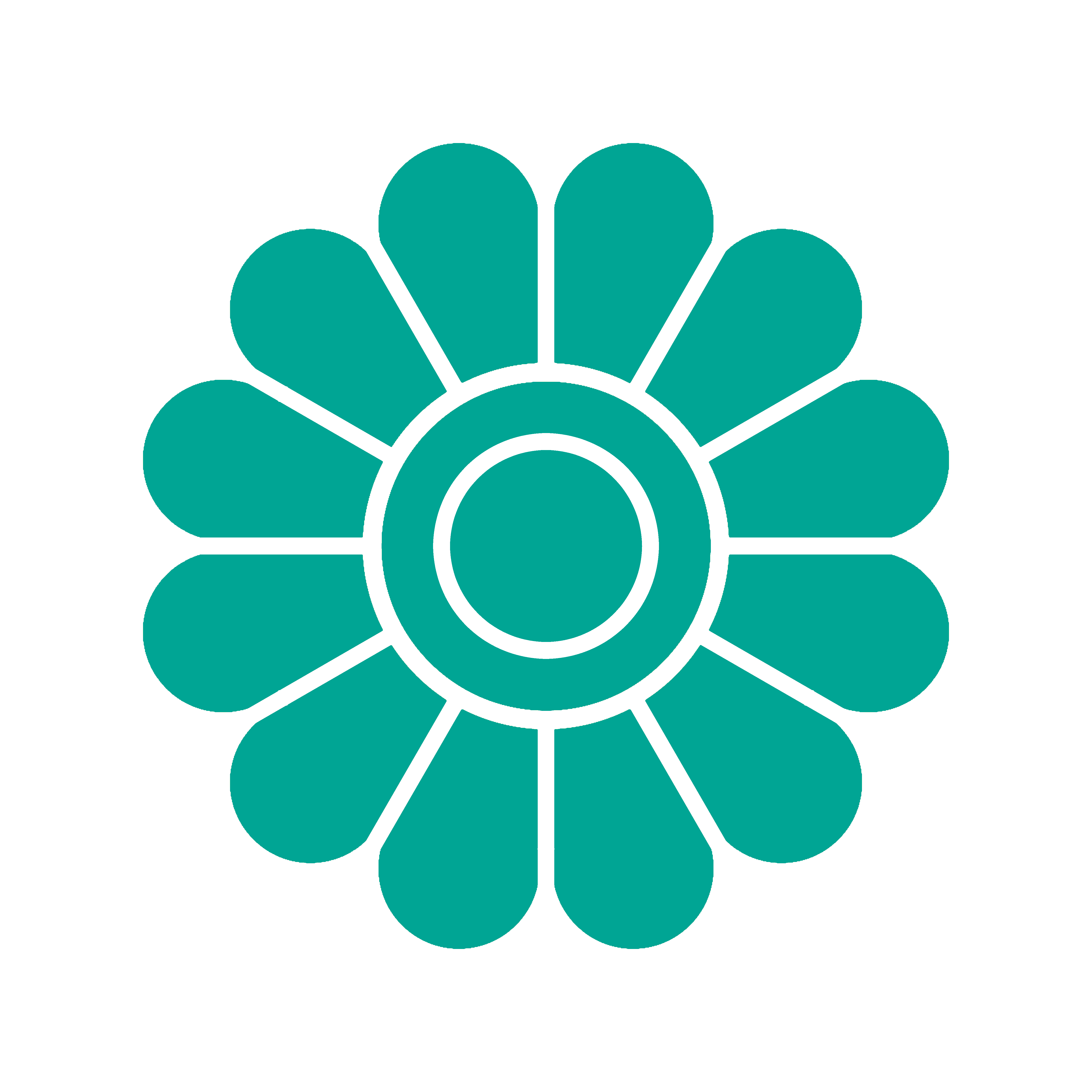
طراحی نیلوفر آبی به رنگ سبز ایرانی

گل نیلوفر آبی یا لوتوس در ایران باستان از اهمیت خاصی برخوردار بوده است. این گل با نام‌های (لاله مردابی و لوتوس) نیز شناخته می‌شود و در اغلب تمدن‌های شرقی به عنوان نماد همگانی مطرح گردیده است. گل نیلوفر آبی ریشه در خاک و ساقه در آب دارد و روی آن به طرف خورشید است. این گل نماد نجابت، رشد معنوی، کمال و چرخهٔ تولد و رشد انسان است.

## فلسفه
نیلوفر آبی که در ضمیر ناخودآگاه انسان ریشه‌ای عمیق دارد و در درون خود دنیای خدایان و انسان‌ها را احاطه کرده با منشأ زندگی و تخیل آدمی جوش خورده است، بدین معنی که مبین رشته‌های جادویی و روحانی می‌باشد که نخستین آدمیان را به جهان می‌پیوندد. نخستین تصاویری که بشر از این گیاه خلق کرده بیانگر حس انتزاع گرایی اوست. از آنجائیکه این رمز ریشه در باورهای دینی- مذهبی و اسطوره‌ای دارد با گذشت زمان، تغییر آداب، عقاید و شرایط اجتماعی نه تنها حضورش کم رنگ نگردیده بلکه مستحکم تر به جلوه‌گری خود ادامه داده و قدرت، صلابت و پایداریش را تثبیت کرده است…

## افسانه‌های باستان
در افسانه‌ها و باورهای مردمان کهن چنین آمده است که در ابتدای خلقت، زمانی که خالق تنها در میان آب‌های نخستین قرار داشت، همانطوری که متعجب بود که خلقت را از کجا شروع کند، برگ لوتوسی را مشاهده نمود که تنها موجود بود، مقداری از گلی که لوتوس در آن رشد می‌کرد در دست گرفت و بر روی برگ لوتوس قرارداد و سطح زمین به وجود آمد. به این ترتیب نیلوفر سمبل جهان گردید و لایه‌های متعدد گلبرگ‌های آن نمایانگر ادوار مختلف جهان، مقاطع و مراتب گوناگون هستی. درباور آن‌ها هشت گلبرگ نیلوفر نشانهٔ هشت جهت وجود است که پس از خلقت از قعر آب‌های اولیه ظهور کردند این هشت جهت عبارتند از (راست-چپ، جلو-عقب، بالا-پائین، بیرون- درون) ظهور نیلوفر از آب‌های اولیه که عاری از هر گونه آلودگی بوده، نشانه خلوص، پاکی و نیروی بالقوه است که از درون آن نیروی مقدس حیات، دانش و معرفت ظهور می‌کند.

## نمادها
این گل بیانگر نمادهای مختلف می‌باشد که مشترک با عقاید سایر ملل نیز هست به عنوان مثال نماد باروری- کامیابی-قدرت حاصلخیزی زمین- حمایت از هر موجود زنده- صلح جهانی- زیبائی، تندرستی، مظهر عشق، ریاضت و عبادت می‌باشد. لوتوس مظهر روشنایی نیز هست در نتیجه حاصل قدرت‌های خلاق آتش، خورشید قمر است و به عنوان محصول خورشید و آب‌ها شناخته شده است.

## اساطیر ایران

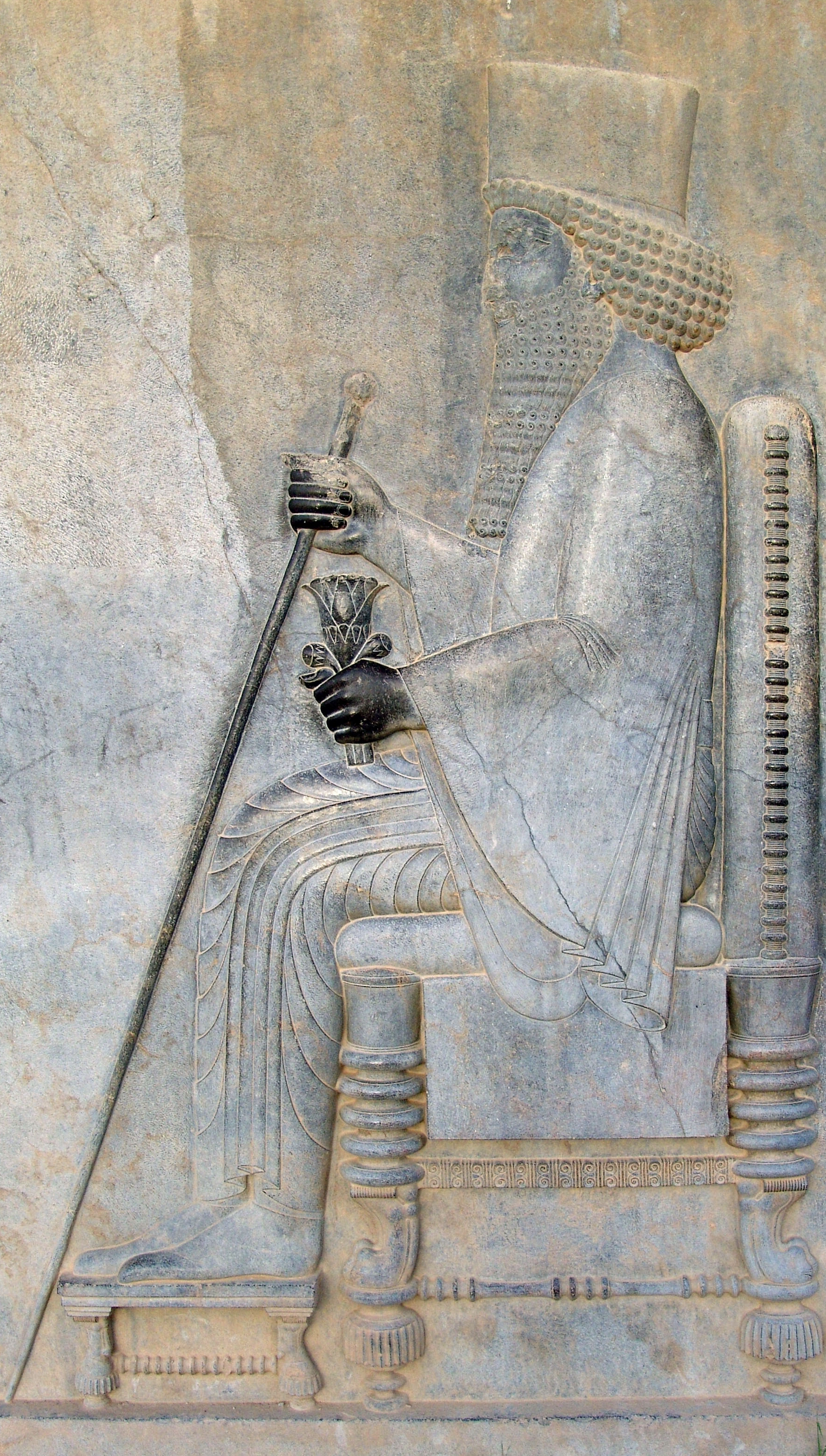
نیلوفر در دست داریوش کبیر حجاری بارعام تخت جمشید

در اساطیر ایران این گل نماد ایزد بانوی ناهید است که جای مهمی در آئین‌های ایران باستان به خود اختصاص می‌دهد وی ایزد بانوی آب می‌باشد که در نقوش برجسته به صورت زنی جوان حجاری شده است نام این خدا نخستین بار به صورت آناهیتا در کتیبه‌های هخامنشی دیده شده است بنابراین گل نیلوفر آبی را گل آناهیتا به‌شمار آورده‌اند. نیلوفر با آئین مهری نیز پیوستگی نزدیک می‌یابد. در صحنه زایش مهر، او از درون غنچه نیلوفر متولد گردیده است بنابراین بر خلاف اینکه ریشه لوتوس را در آئین بودا پنداشته‌اند به آئین مهر یا میتراییسم که قدمتی بس طولانی تراز آئین بودا دارد مربوط می‌گردد. در دین زرتشت این گل سمبل اهورا مزداست. سمبل انسانی اهورامزدا نیم تنه مردی است که شاخه‌ای از گل لوتوس را در میان انگشتان خود گرفته است.

## نیلوفر آبی و آئین زرتشتی
زرتشتیان این گل را مقدس می‌دانستند زیرا این گل زیبا درمیان مرداب رشد می‌کند و آن‌ها معتقد بودند که محیط نامناسب زندگی نمی‌تواند دلیلی بر بد پرورش یافتن انسان باشد. سنگ نگاره لوتوس در تخت جمشید حکاکی شده است که این امر حکایت از اهمیت این گل نزد ایرانیان دارد.
زرتشتیان بر این باورند که نیلوفر آبی جایگاه نگهداری تخمه یا فر زرتشت است که در آب نگهداری می‌شود.

## تزئین معماری

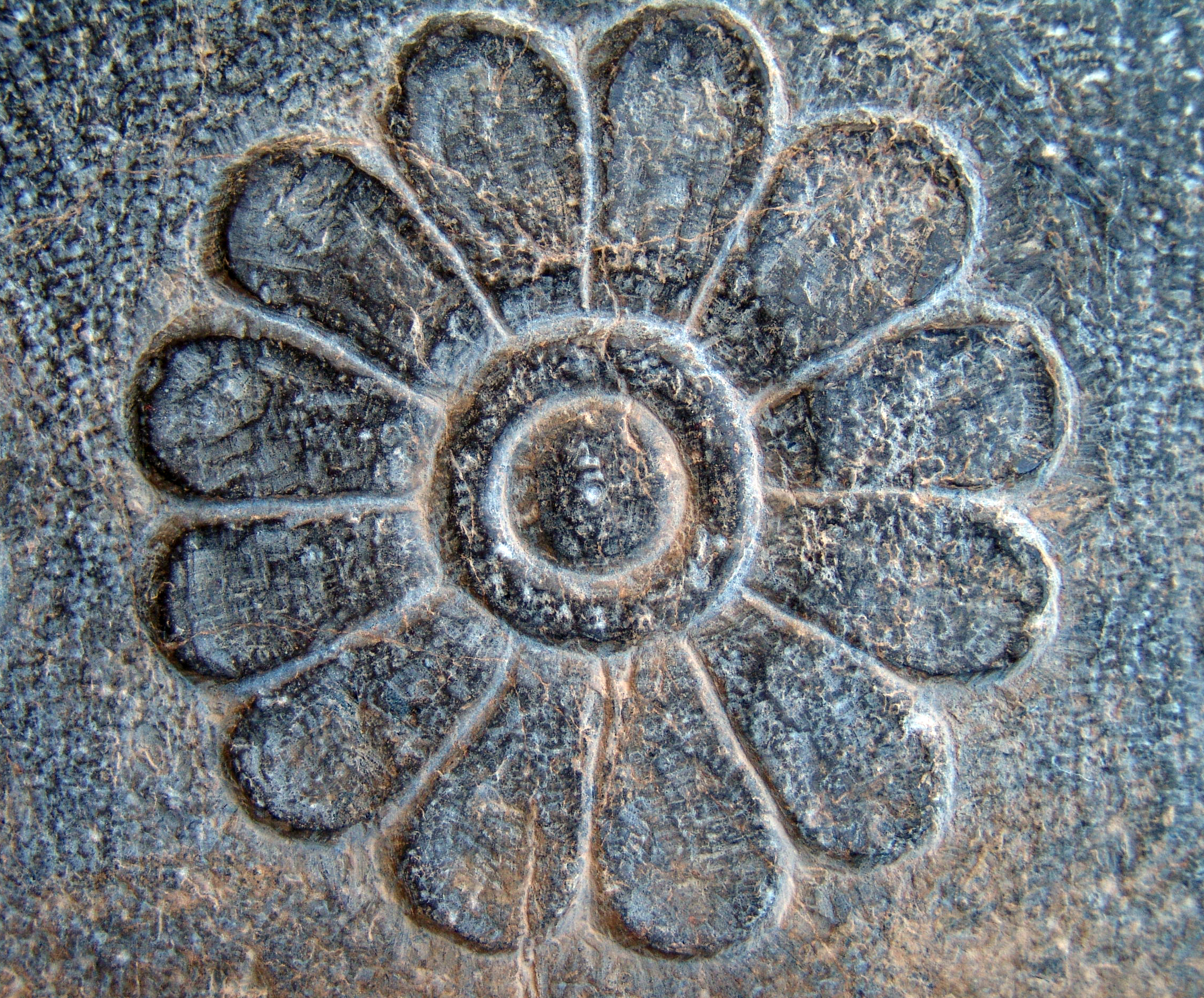
نیلوفر آبی در معماری هخامنشی

این گل به صورت نشان پاکی در بناهای هخامنشیان به عنوان تزئین در بناها کاربر داشته است. از جمله در بنای تخت جمشید به عنوان تزئین حجاری‌ها و سر ستون‌ها دیده می‌شود.

## نماد کرمانشاه
گل نیلوفر نماد رسمی شهر کرمانشاه است. این گل در سرآب نیلوفر در نزدیکی شهر کرمانشاه می‌روید و به عنوان نمادی از آیین مهر در نقوش طاق بستان نیز مورد استفاده قرار گرفته است.